# Orizona
Orizona là một đô thị thuộc bang Goiás, Brasil. Đô thị này có diện tích 1972,865 km², dân số năm 2007 là 13508 người, mật độ 6,8 người/km².